# Małgorzata Dajewska
Małgorzata Dajewska (ur. 30 września 1958 w Sosnowcu) – polska artystka plastyk, specjalizująca się w szkle artystycznym. 

## Życiorys
Absolwentka Katedry Szkła w Państwowej Wyższej Szkole Sztuk Plastycznych we Wrocławiu (obecnie: Akademia Sztuk Pięknych we Wrocławiu), gdzie studiowała w latach 1977–1982; dyplom uzyskała w 1982 pod kierunkiem prof. Zbigniewa Horbowego. Od 1984 nauczyciel akademicki na macierzystej uczelni, w latach 1996–2002 kierownik Katedry Szkła. Od 2001 profesor zwyczajny. W latach 2005–2008 dziekan Wydziału Ceramiki i Szkła wrocławskiej ASP, ponownie wybrana na to stanowisko na kadencję 2012–2016. Od 2009 związana z Muzeum Karkonoskim w Jeleniej Górze, początkowo jako członek rady programowej muzeum, od 2012 jako jej przewodnicząca.

## Twórczość
Tworząc unikatowe szklane rzeźby, artystka wykorzystuje różne techniki: rytowanie, piaskowanie, szlifowanie lub zgrzewanie szkła. Niektóre prace dekoruje swoją twórczością poetycką. Tworzy ze szkła optycznego; jest pierwszą (obok Kazimierza Pawlaka) artystką, która zaczęła wykorzystywać ten materiał w twórczości artystycznej, wyznaczając trend we wrocławskim szkle lat 80. Od 1984 wystawia swoje prace na wystawach krajowych i zagranicznych – we Francji, Szwajcarii, USA, Japonii Belgii, Danii, Finlandii, Kuwejcie, Meksyku, Niemczech i we Włoszech. Indywidualnie swoją twórczość prezentowała na osiemnastu wystawach.
Prace artystki znajdują się w prywatnych kolekcjach oraz w zbiorach Muzeum Szkła w Ebeltoft w Danii, Muzeum Watykańskiego, Muzeum Narodowego w Poznaniu, Muzeum Narodowego w Warszawie, Muzeum Narodowego we Wrocławiu, Muzeum Karkonoskiego w Jeleniej Górze, Muzeum Regionalnego w Toruniu, Muzeum w Sosnowcu, Dolnośląskiego Towarzystwa Zachęty Sztuki oraz w zbiorach BWA w Sandomierzu i Wałbrzychu.

## Nagrody i odznaczenia
- 1995 – I nagroda w konkursie „Szkło ’95”[4]
- 1996 – Złoty Medal na Międzynarodowych Targach Poznańskich za zestaw stołowy Aquarius[4]
- 2006 – Nagroda Kulturalna Śląska Kraju Związkowego Dolnej Saksonii[4]
- 2009 – Nagroda Ministra Kultury i Dziedzictwa Narodowego[4]
- 2012 – odznaka honorowa „Zasłużony dla Kultury Polskiej”[4]
- 2014 – Srebrny Medal „Zasłużony Kulturze Gloria Artis”[2]
- 2019 – Złoty Medal „Zasłużony Kulturze Gloria Artis”[6]